# Sven Stolpe
Sven Stolpe (ur. 24 sierpnia 1905 w Sztokholmie, zm. 26 sierpnia 1996 w Filipstadzie) – szwedzki pisarz i badacz literatury.

## Życiorys
W latach 1931–1932 redagował pismo „Fronten”, a 1951–1960 był współredaktorem „Credo” jako przedstawiciel szwedzkich intelektualistów chrześcijańskich. Inicjował polemiki kulturalno-literackie, był przeciwnikiem konserwatyzmu i estetyzmu; poglądy te wyraził w wydanym w 1931 zbiorze esejów  Livsdyrkare (Admirator życia). W 1930 opublikował powieść I dödens väntrum (W poczekalni śmierci), a w 1947 Lätt, snabb och öm (Lekki, szybki i czuły, 1947), w których poruszał temat witalizm kontra duchowość. W latach 1972–1974 opublikował trzytomową pracę Min svenska litteraturhistoria (Moja historia szwedzkiej literatury).

## Nagrody
- 1989 – Lotten von Kræmers pris (30 000 koron szwedzkich)[1]